# قرارداد قانون اساسی (سنت سیاسی)
منظور از عرف اساسی (عرف در حقوق اساسی) یک رویه غیر رسمی و غیر مدون است که نهادهای دولتی از آن تبعیت می‌کنند. در برخی از کشورها به ویژه در کشورهای مشترک‌المنافع که تابع نظام وستمینستر هستند و سیستم‌های سیاسی آن‌ها از قانون اساسی بریتانیا مشتق شده، بیشتر کارکردهای دولت، به جای اینکه به‌طور رسمی در قانون اساسی نوشته شده باشد، با عرف‌های قانون اساسی هدایت می‌شود.
در این کشورها، توزیع واقعی قدرت ممکن است به‌طور قابل توجهی با آنچه که به‌طور رسمی در قانون اساسی مستند شده‌است تفاوت داشته باشد. به ویژه، قانون اساسی رسمی، اغلب به رییس کشور اختیارات زیادی می‌دهد که در عمل، فقط به توصیه رئیس دولت ار آن‌ها استفاده می‌شود.
برخی از عرف‌های اساسی، جداگانه یا در کنار قانون اساسی مکتوب عمل می‌کنند، مانند کانادا که با تصویب مصوبه قانون اساسی ۱۸۶۷ تشکیل شده‌است. در کشورهای دیگر، به ویژه بریتانیا که فاقد یک سند قانون اساسی فراگیر است، قراردادهای نانوشته، هنوز هم برای درک چگونگی عملکرد دولت اهمیتی حیاتی دارند. در بیشتر کشورها، بسیاری از عرف‌های اساسی (کنوانسیون‌ها) با قوانین مکتوب (مدون یا کدیفیکیشن) لغو یا جایگزین شده‌است.